# Кружевное дерево
Кружевное дерево (лат. Lagetta lagetto) — вид деревянистых растений рода Лагетта (Lagetta) семейства Волчниковые (Thymelaeaceae).

## Ботаническое описание
Дерево, 8—10 м высотой. Очищенный луб похож на кружево. Листья очередные, продолговатые или округлые. Цветки 4-членные, собраны в конечные кисти.

## Хозяйственное значение и применение
Используется (преимущественно луб) для изготовлении бумаги, обвертывания сигар, как ткань для воротников, шляп и т. п.

## Распространение
Встречается на островах Куба, Гаити и Ямайка.